# كريستوفر أندرادي
كريستوفر أندرادي (بالإسبانية: Christopher Andrade)‏ (مواليد 2 يوليو 2001) هو لاعب كرة قدم مكسيكي، يلعب كحارس مرمى لنادي كانكون معارًا من نادي أطلس.